# Chris Kimsey
Chris Kimsey er en pladeproducer og musikant, der mest er kendt for at medvirke i tilblivelsen af The Rolling Stones Undercover) og Steel Wheels albummer. Han var også lydtekniker på deres album Sticky Fingers fra 1971, Some Girls i 1978 og albummet Emotional Rescue fra 1980 samt assisterede Mick Jagger og Keith Richards tæt under tilblivelsen af Tattoo You fra 1981.
Han har også arbejdet sammen med Peter Frampton, Marillion, The Cult, Peter Tosh, Emerson, Lake & Palmer, Johnny Hallyday, Diesel Park West, JoBoxers, Killing Joke, New Model Army, Ash, The Chieftains, Soul Asylum, Duran Duran, Yes, Anderson Bruford Wakeman Howe, INXS og Moral Code X.
Han var også lydtekniker for Frampton Comes Alive! i 1976.
Derudover står Kimsey bag doktorens stemme på Marillions album Clutching at Straws fra 1987.
Han er dags dato tilskrevet titler som producer, "mixer" og lydtekniker på det nye album fra det britiske punkband New Model Army. Albummet "High" blev udgivet i juni 2007.